# 小行星1421
小行星1421（1421 Esperanto），天文學臨時編號1936 FQ，是一個位於小行星帶的小行星。由芬蘭天文學家爾約·維薩拉在芬蘭圖爾庫的 Iso-Heikkilä天文台發現。直徑量測值43.31公里。
該小行星以世界語命名。

## 外部連結
- JPL Small-Body Database Browser on 1421 Esperanto
- Väisälä Institute for Space Physics and Astronomy （页面存档备份，存于）

| 前一小行星： 1420 Radcliffe | 小行星列表 | 後一小行星： 1422 Strömgrenia |